# 韦尔格拉讷
韦尔格拉讷（法語：Vergranne，法語發音：[vɛʁɡʁan]）是法国杜省的一个市镇，属于贝桑松区。

## 地理
韦尔格拉讷（47°24'32"N, 6°23'27"E）面积5.18 平方千米，位于法国勃艮第-弗朗什-孔泰大區杜省，该省份为法国东部内陆省份，北起上索恩省，西接汝拉省，东部及东南部与瑞士接壤，东北部与贝尔福地区省接壤。
与韦尔格拉讷接壤的市镇（或旧市镇、城区）包括：梅桑当、欧特绍、里朗、韦尔讷、维耶托雷、瓦朗。

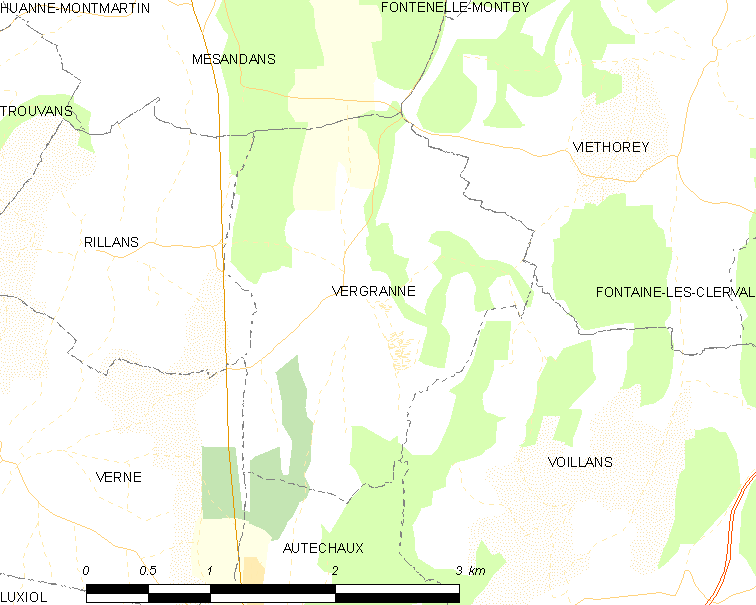
韦尔格拉讷的OSM定位图

韦尔格拉讷的时区为UTC+01:00、UTC+02:00（夏令时）。

## 行政
韦尔格拉讷的邮政编码为25110，INSEE市镇编码为25602。

## 政治
韦尔格拉讷所属的省级选区为博姆莱达姆县。

## 人口

1962-2008年间韦尔格拉讷人口变化图示

韦尔格拉讷于2022年1月1日时的人口数量为117人。